# YMCA偽装結婚式事件
YMCA偽装結婚式事件（-ぎそうけっこんしきじけん）は、朴正煕大統領が1979年10月26日に暗殺された後の11月24日、韓国民主化運動を担っていた民主人士がソウル特別市明洞のYMCA講堂に結婚式を名目として集まり、「統一主体国民会議による暫定大統領選出阻止国民大会」を開催、維新体制撤廃と戒厳令解除を要求してデモを敢行した事件である。偽装結婚式が行われたYMCA講堂が明洞にあることから「明洞集会事件」とも呼ばれている。
朴正煕大統領が暗殺された直後に、大統領権限代行となった崔圭夏は、現行憲法（維新憲法）に従って新しい大統領を選出する談話を発表した。維新体制の継続に反対する民主主義と民族統一のための国民連合、解職教授協議会、民主化青年協議会会員など500名余りがYMCA講堂に集まって、維新政府退陣と建国民主内閣の組織化、共和党・維新政友会・統一主体国民会議の解散を要求、維新体制に基づいて大統領を選出するのは、国民に対する反逆であることと、韓国の民主化に対する外部勢力の介入を拒否する声明を発表し、デモを敢行した。この事件によって、咸錫憲や楊淳稙など96名が戒厳布告令違反で逮捕された。

## 参考資料・関連項目
- 国史編纂委員会　金容権編著『朝鮮韓国近現代史事典　第2版』日本評論社
- 第5共和国 (テレビドラマ) - MBC（韓国文化放送）制作のテレビドラマ。第5回「12.12軍事クーデター　Ⅱ」で偽装結婚式について取り上げている。